# Taishi Tsukamoto
Taishi Tsukamoto (塚本 泰史 Tsukamoto Taishi?, nacido el 4 de julio de 1985 en Kawaguchi, Saitama) es un exfutbolista japonés. Jugaba de defensa y su único club fue el Omiya Ardija de Japón.

## Trayectoria

### Clubes
| Club         | País  | Año         |
| ------------ | ----- | ----------- |
| Omiya Ardija | Japón | 2008 - 2010 |